# Amunicja zapalająca

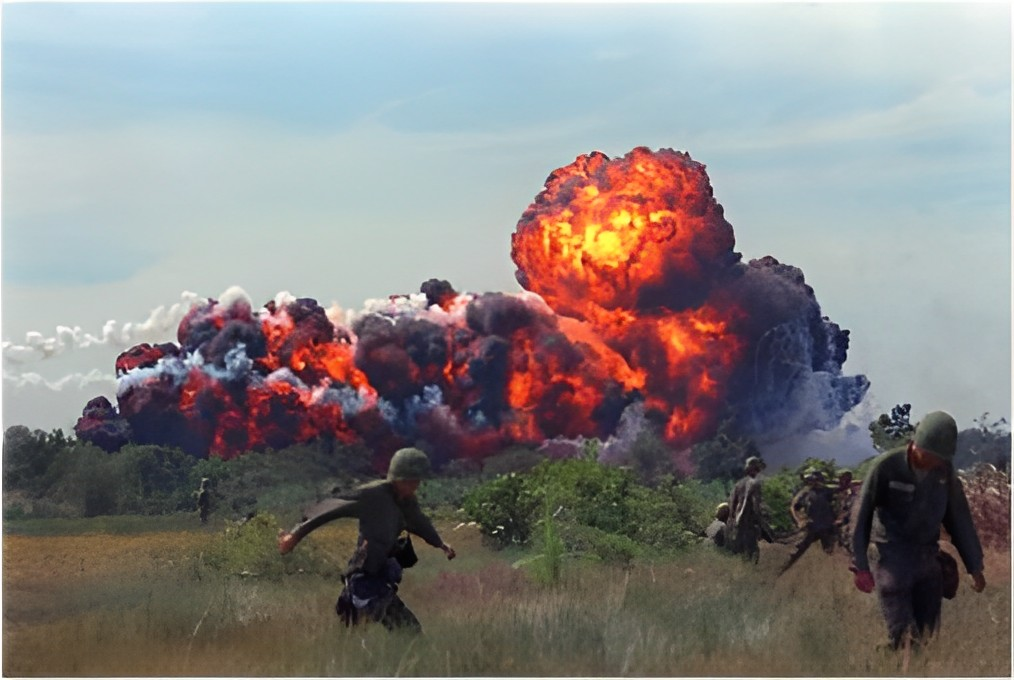
Eksplozja amunicji zapalającej zawierającej napalm w trakcie wojny wietnamskiej

Amunicja zapalająca – pociski artyleryjskie, rakietowe, bomby, fugasy itp. napełnione środkiem zapalającym.
Substancja zapalająca po zderzeniu z celem wytwarza impuls cieplny o dużej temperaturze, wywołując pożar atakowanego obiektu. Do najczęściej stosowanych substancji zapalających można zaliczyć: masę termitową, biały fosfor (amunicja fosforowa), napalm, mieszaninę sproszkowanego aluminium z chlorem lub nadchloranem strontu.
Niektóre rodzaje amunicji zapalającej są zakazane lub ograniczone w użyciu przez konwencje międzynarodowe.